# HD 184293
HD 184293，又名BD+49 3034，SAO 31737、HR 7427，是一颗恒星，视星等为5.53，位于銀經82.38，銀緯14.62，其B1900.0坐标为赤經19h 28m 40.4s，赤緯+50° 14.62′ 32″。